# Springdale (Town)
Die Town of Springdale ist eine von 34 Towns im Dane County im US-amerikanischen Bundesstaat Wisconsin. Im Jahr 2010 hatte die Town of Springdale 1904 Einwohner.
Town hat in Wisconsin eine grundlegend andere Bedeutung, als im übrigen englischsprachigen Bereich. Vielmehr entspricht sie den in den anderen US-Bundesstaaten üblichen Townships, die nach dem County die nächstkleinere Verwaltungseinheit bilden.
Das Gebiet der Town of Springdale ist Bestandteil der Metropolregion Madison.

## Geografie
Die Town of Springdale liegt im Süden Wisconsins, im südwestlichen Vorortbereich von dessen Hauptstadt Madison. Der am Mississippi gelegene Schnittpunkt der drei Bundesstaaten Wisconsin, Iowa und Minnesota liegt rund 180 km westnordwestlich; nach Illinois sind es rund 65 km in südlicher Richtung.
Die Koordinaten des geografischen Zentrums der Town of Springdale sind 42°59′52″ nördlicher Breite und 89°39′52″ westlicher Länge. Sie erstreckt sich über eine Fläche von 91,4 km².   
Die Town of Springdale liegt im Südwesten des Dane County und grenzt an folgende Nachbartowns und selbstständige Gemeinden:
| Town of Vermont                            | Town of Cross Plains                        | Town of Middleton |
| Village of Mount Horeb Town of Blue Mounds | Kompassrose, die auf Nachbargemeinden zeigt | Town of Verona    |
| Town of Perry                              | Town of Primrose                            | Town of Montrose  |

## Verkehr
In West-Ost-Richtung verlaufen auf einem vierspurig ausgebauten gemeinsamen Streckenabschnitt die U.S. Highways 18 und 151 durch das Gebiet der Town of Springdale. Der Wisconsin State Highway 92 führt durch den Südwesten, der County Highway G durch den Südosten und der County Highway S durch den Nordwesten der Town. Alle weiteren Straßen sind untergeordnete Landstraßen sowie teils unbefestigte Fahrwege.
Parallel zur Straße US 18 / US 151 verläuft durch die auf der Trasse einer ehemaligen Eisenbahnstrecke der Chicago and North Western Railway mit dem Military Ridge State Trail ein Rail Trail für Wanderer und Radfahrer. Im Winter kann der Wanderweg auch mit Schneemobilen befahren werden.
Der nächste Flughafen ist der Dane County Regional Airport in Wisconsins Hauptstadt Madison (rund 35 km nordöstlich).

## Bevölkerung
Nach der Volkszählung im Jahr 2010 lebten in der Town of Springdale 1904 Menschen in 717 Haushalten. Die Bevölkerungsdichte betrug 20,8 Einwohner pro Quadratkilometer. In den 717 Haushalten lebten statistisch je 2,66 Personen. 
Ethnisch betrachtet setzte sich die Bevölkerung zusammen aus 97,4 Prozent Weißen, 0,5 Prozent Afroamerikanern, 0,2 Prozent amerikanischen Ureinwohnern, 0,4 Prozent Asiaten, 0,1 Prozent Polynesiern sowie 0,7 Prozent aus anderen ethnischen Gruppen; 0,7 Prozent stammten von zwei oder mehr Ethnien ab. Unabhängig von der ethnischen Zugehörigkeit waren 1,5 Prozent der Bevölkerung spanischer oder lateinamerikanischer Abstammung. 
24,2 Prozent der Bevölkerung waren unter 18 Jahre alt, 62,8 Prozent waren zwischen 18 und 64 und 13,0 Prozent waren 65 Jahre oder älter. 47,7 Prozent der Bevölkerung war weiblich.
Das mittlere jährliche Einkommen eines Haushalts lag bei 80.417 USD. Das Pro-Kopf-Einkommen betrug 40.328 USD. 2,0 Prozent der Einwohner lebten unterhalb der Armutsgrenze.

## Ortschaften in der Town of Springdale
Neben Streubesiedlung existieren in der Town of Springdale noch folgende gemeindefreie Siedlungen:
- Klevenville
- Mount Vernon
- Riley